# Мерфи, Тед
Эдвард «Тед» Мерфи (англ. Edward B. "Ted" Murphy; род. 30 октября 1971, West Newton, Массачусетс) — американский гребец, выступавший за сборную США по академической гребле в период 1993—2000 годов. Серебряный призёр летних Олимпийских игр в Сиднее, серебряный и бронзовый призёр чемпионатов мира, чемпион Панамериканских игр в Виннипеге, победитель и призёр многих регат национального значения.

## Биография
Тед Мерфи родился 30 октября 1971 года в поселении Уэст-Ньютон, штат Массачусетс.
Занимался академической греблей во время учёбы в Дартмутском колледже, который окончил в 1994 году.
Дебютировал в гребле на взрослом международном уровне в сезоне 1993 года, когда вошёл в основной состав американской национальной сборной и выступил на чемпионате мира в Рачице — в зачёте распашных рулевых четвёрок сумел квалифицироваться лишь в утешительный финал B и расположился в итоговом протоколе соревнований на восьмой строке.
В 1994 году в рулевых четвёрках стал серебряным призёром на домашнем мировом первенстве в Индианаполисе.
На чемпионате мира 1995 года в Тампере в безрульных четвёрках был седьмым.
Благодаря череде удачных выступлений удостоился права защищать честь страны на домашних летних Олимпийских играх 1996 года в Атланте. Стартовал здесь в программе восьмёрок и занял итоговое пятое место.
После атлантской Олимпиады Мерфи остался в составе гребной команды США на ещё один олимпийский цикл и продолжил принимать участие в крупнейших международных регатах. Так, в 1997 году он побывал на мировом первенстве в Эгбелете, откуда привёз награду бронзового достоинства, выигранную в безрульных двойках.
В 1999 году в восьмёрках победил на Панамериканских играх в Виннипеге.
В 2000 году в восьмёрках выиграл бронзовую медаль на этапе Кубка мира в Люцерне и благополучно прошёл отбор на Олимпийские игры в Сиднее. Вместе с напарником Себастьяном Беа в финале безрульных двоек пришёл к финишу вторым позади команды из Франции и тем самым завоевал серебряную олимпийскую медаль. Вскоре по окончании этих соревнований принял решение завершить спортивную карьеру.
За выдающиеся спортивные достижения введён в Зал славы Национального фонда гребного спорта.